# Sergej Alexandrovič Afanasjev
Sergej Alexandrovič Afanasjev (rusky Сергей Александрович Афанасьев; 30. srpna 1918 ve městě Klin, Moskevská oblast, RSFSR, SSSR – 13. května 2001 v Moskvě) byl sovětský politik, dlouholetý člen rady ministrů SSSR ve funkci ministra všeobecného strojírenství, ve které řídil raketový a kosmický průmysl, a poté ministra těžkého a dopravního strojírenství.

## Život

### Konstruktér
Sergej Afanasjev pochází z Klinu v Moskevská oblasti, po střední škole pracoval v dělnické profesi v moskevské automobilce (dnes ZiL, Závod Lichačova). Roku 1941 absolvoval Moskevskou vysokou technickou školu N. E. Baumana (dnes Moskevská státní technická univerzita N. E. Baumana), poté byl konstruktérem v dělostřeleckém závodě č. 8 v Podlipkách, byl rychle povyšován. Koncem roku 1941 byla továrna evakuována do Permu, kde pracoval do roku 1946. Za vynikající práci byl vyznamenán Řádem rudé hvězdy.

### Úředník
Roku 1946 přešel do Moskvy na ministerstvo výzbroje, od roku 1955 byl náčelníkem Technické správy ministerstva obranného průmyslu. Roku 1957 byl přeložen do leningradského Sovnarchozu (Rada lidového hospodářství) na post místopředsedy, následující rok byl jmenován předsedou rady.

### Ministr
Roku 1961 se vrátil do Moskvy, zaujal funkci náměstka předsedy ruské vlády a předsedy ruského Sovnarchozu. Koncem téhož roku byl zvolen do ÚV KSSS (členem strany byl od roku 1943). Příští rok byl zvolen poslancem Sovětu národností Nejvyššího sovětu SSSR, jeho volební obvod se nalézal v prvním volebním období v Čečeno-ingušské ASSR, později (od roku 1966) ve Sverdlovsku.
V březnu 1965 byl Státní výbor pro obrannou techniku rozdělen na ministerstvo obranného průmyslu a ministerstvo všeobecného strojírenství. Vedoucím druhého úřadu byl jmenován Sergej Afanasjev, v jeho čele zůstal 18 let. Ministerstvo řídilo práci podniků raketového a kosmického průmyslu a koordinovalo vědeckovýzkumné práce v rezortu.
V dubnu 1983 byl přeložen na ministerstvo těžkého a dopravního strojírenství, v čele ministerstva stál do června 1987. Poté byl konzultantem ministerstva obrany a od roku 1992 RKK Eněrgija. Roku 1989 byl odvolán z ÚV a odešel z Nejvyššího sovětu.
Sergej Afanasjev zemřel 13. května 2001. Pochován je na Novoděvičím hřbitově v Moskvě.